# Zaeera cretata
Zaeera cretata là một loài bọ cánh cứng trong họ Cerambycidae.